# Křížová cesta (Bělský les)
Křížová cesta v Bělském lese se nachází v Bělském lese na katastru Staré Bělé v okrese Ostrava-město v Moravskoslezském kraji v geomorfologickém celku Ostravská pánev.

## Popis a historie
Křížová cesta, s délkou cca 450 m, je v části městského parku Bělský les, které se říká „Starobělské Lurdy“ a má 14 zastavení. Křížovou cestu zakončuje u Studánky Matky Boží 6 metrů vysoký a 3 metry široký dřevěný kříž ze smrkového dřeva. Kovové reliéfy jednotlivých zastavení, jejichž společným motivem je i trnová koruna, vytvořil umělecký kovář David Sekula.

## Galerie

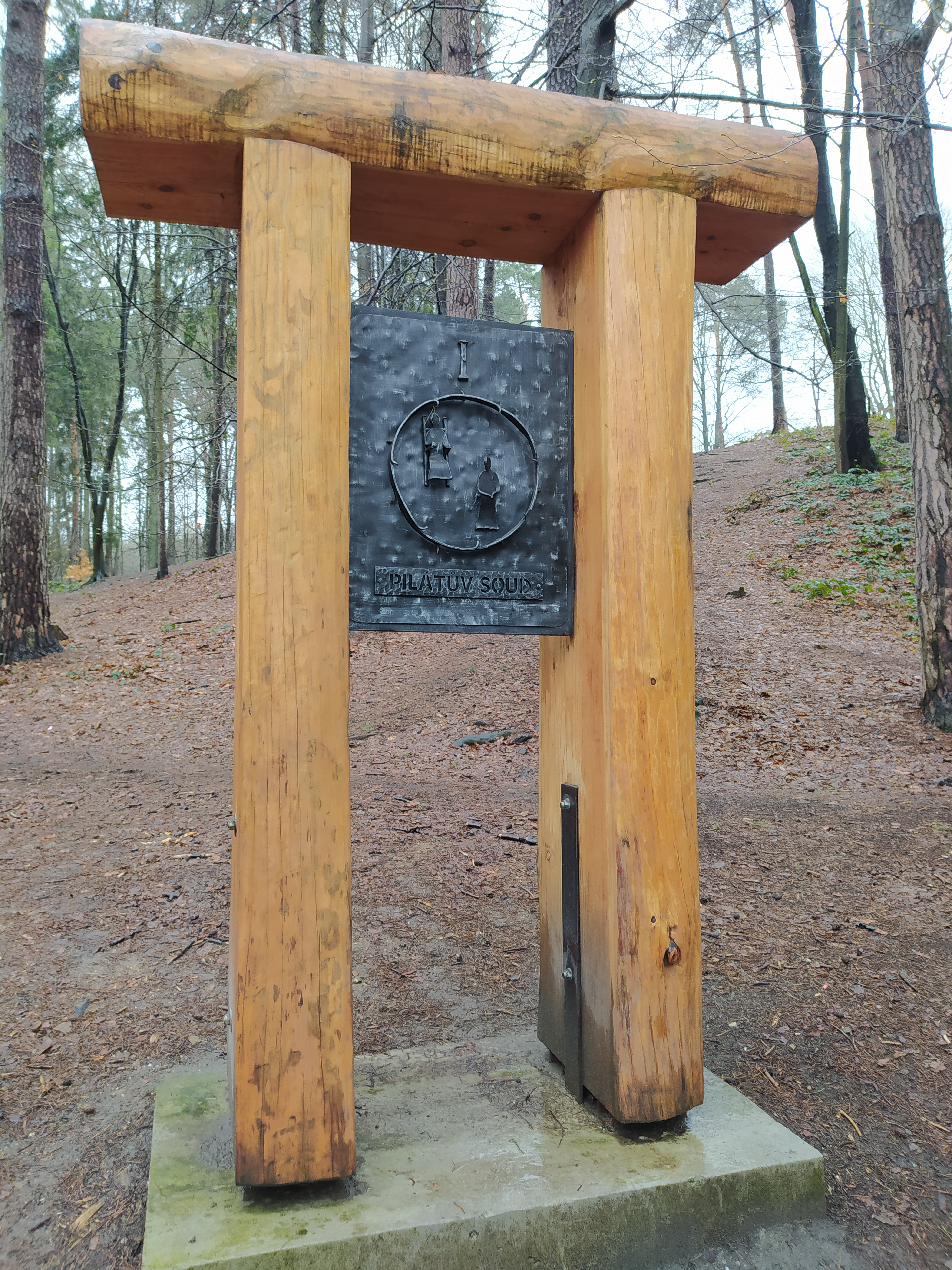
1. zastavení křížové cesty
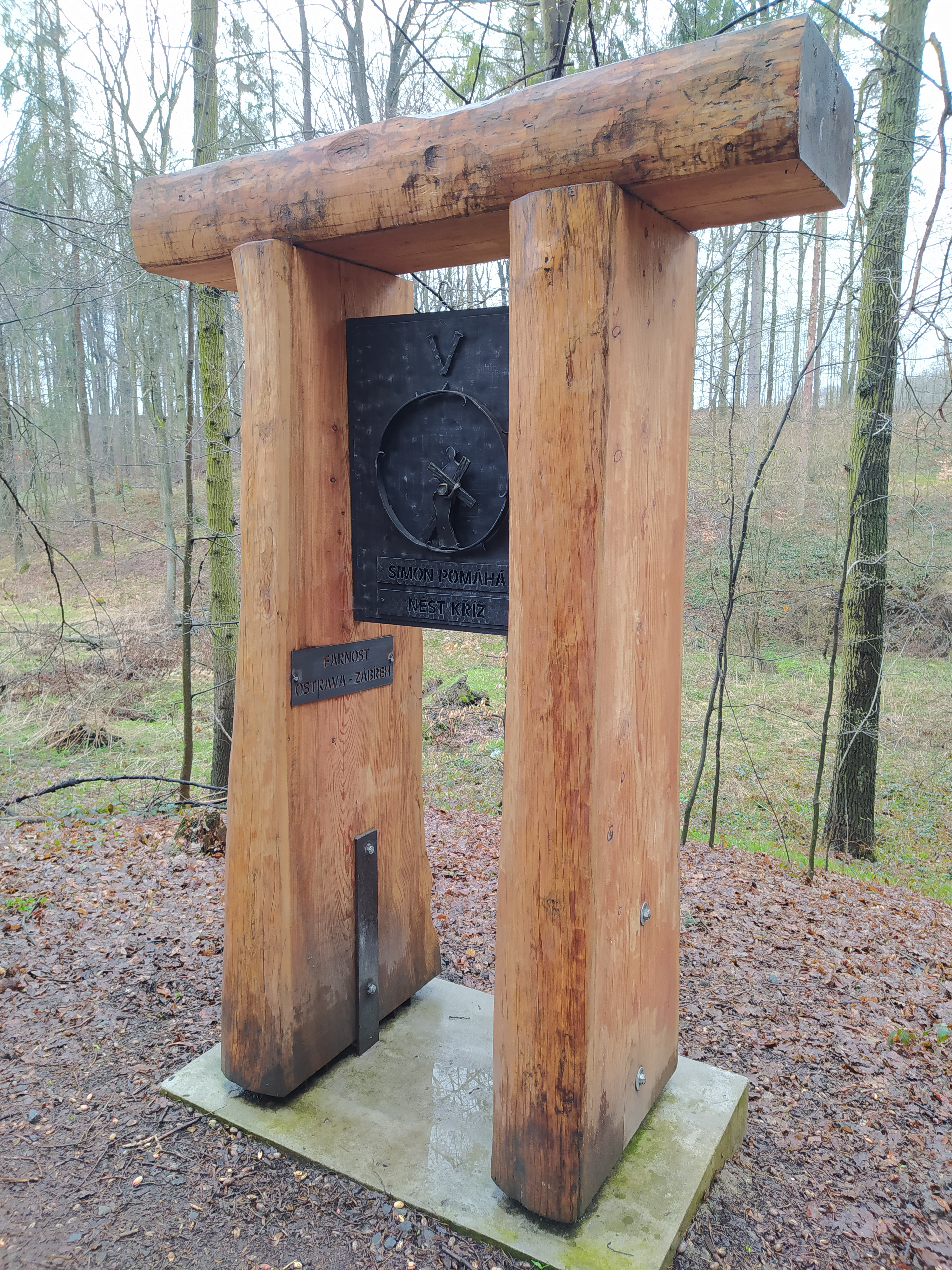
5. zastavení křížové cesty
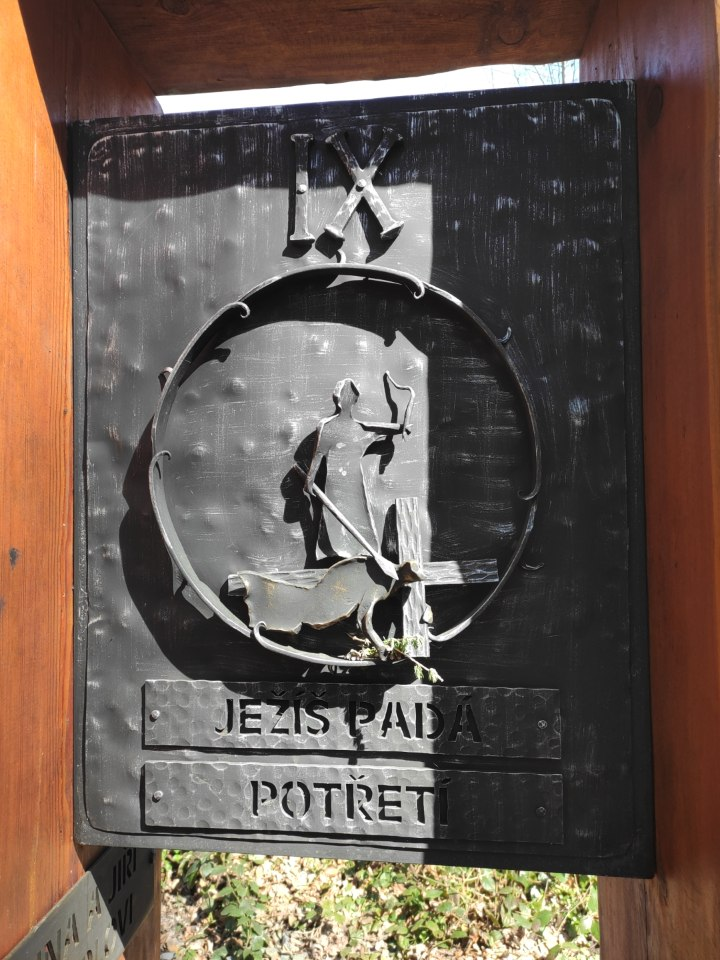
9. zastavení křížové cesty
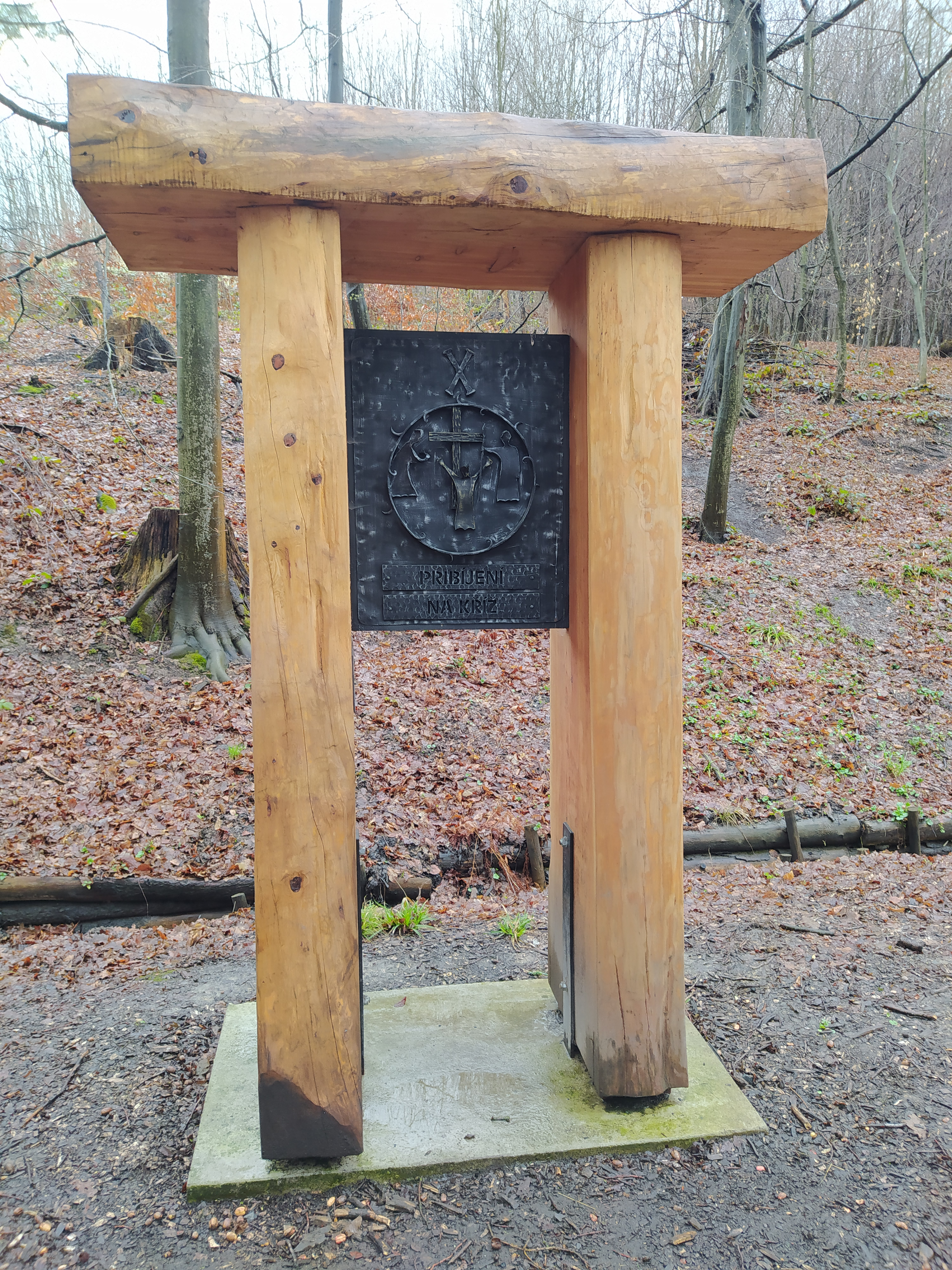
10. zastavení křížové cesty
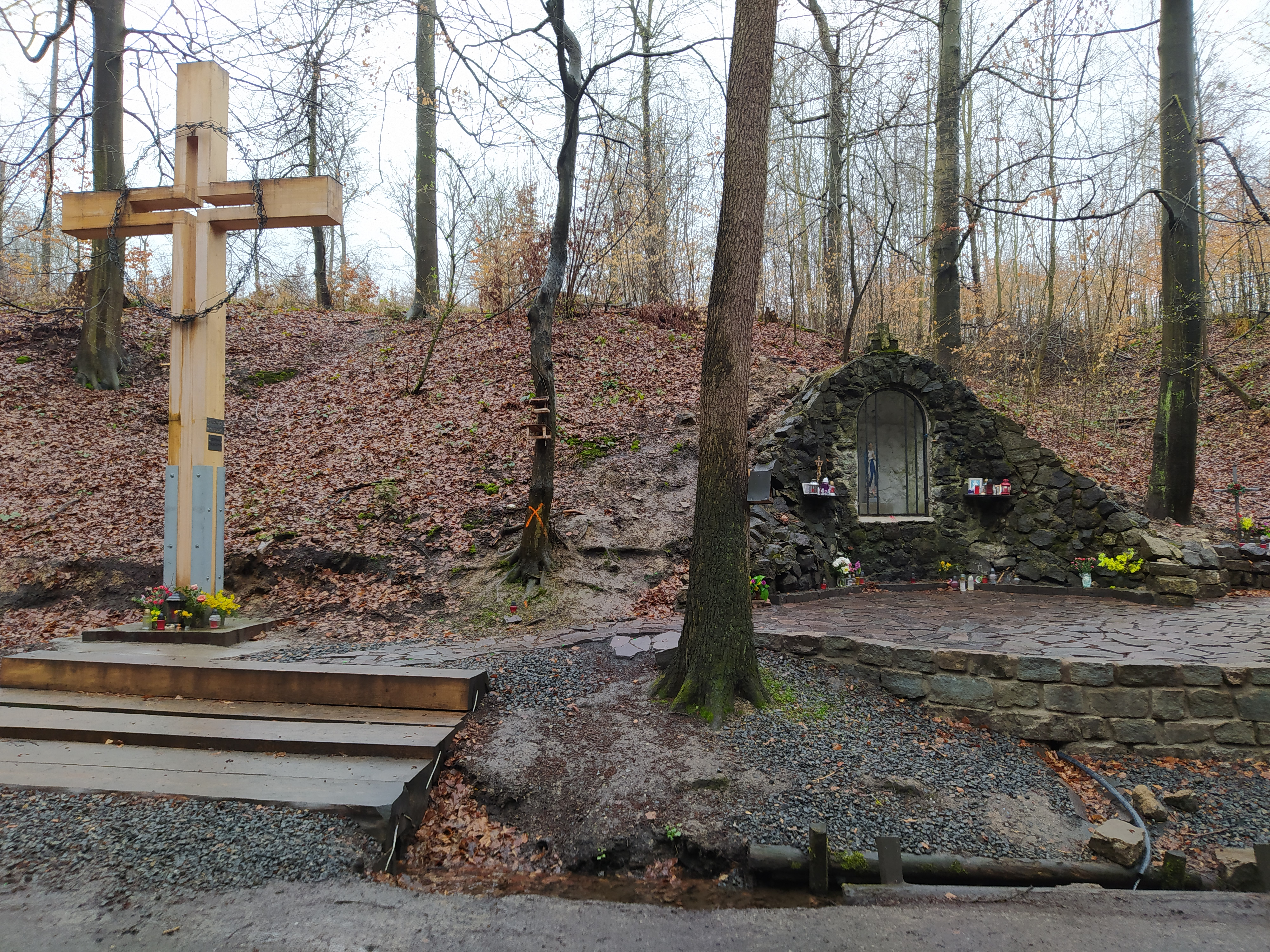
Zakončení křížové cesty